# Мніх-Пробоство
Мніх-Пробоство (пол. Mnich-Probostwo) — село в Польщі, у гміні Опорув Кутновського повіту Лодзинського воєводства. У 1975—1998 роках село належало до Плоцького воєводства.